# هنري ر. هامنر
هنري ر. هامنر (بالإنجليزية: Henry K. Hamner)‏ هو ضابط أمريكي، ولد في 13 مارس 1922 في لندن في المملكة المتحدة، وتوفي في 6 أبريل 1945 في أوكيناوا في اليابان.